# Mesiotelus imbros
Espèce
Mesiotelus imbros est une espèce d'araignées aranéomorphes de la famille des Liocranidae.

## Distribution
Cette espèce est endémique de Crète en Grèce. Elle se rencontre vers Ímbros.

## Description
La femelle holotype mesure 6,9 mm.

## Systématique et taxinomie
Cette espèce a été décrite par Bosmans en 2023.

## Étymologie
Son nom d'espèce lui a été donné en référence au lieu de sa découverte, Ímbros.

## Publication originale
- Bosmans, 2023 : « New or rare spiders from Crete (Araneae: Agelenidae, Dysderidae, Liocranidae, Salticidae), with the description of a new genus in the Agelenidae. » Journal of the Belgian Arachnological Society, vol. 38, no 1, p. 17-38.